# È la vita di una donna/Questa sinfonia
È la vita di una donna/Questa sinfonia è il 21º singolo della cantante italiana Carmen Villani, pubblicato dalla Cetra (catalogo SP 1366) nel 1968.

## I brani

### È la vita di una donna
È la vita di una donna, presente sul lato A del disco, è il brano usato come sigla del programma televisivo In casa. Il testo è scritto da Mimma Gaspari, mentre la musica è composta da Marcello Marrocchi.

### Questa sinfonia
Questa sinfonia è il brano presente sul lato B del disco. Ed è la cover italiana di Symphonie, che è un successo del francese F.R. David risalente all'anno prima. La versione di Carmen Villani è già stata pubblicata come retro del singolo Mi va di cantare (1968), ma verrà ripubblicata l'anno dopo – sempre come retro – nel singolo Quelli belli come noi. L'adattamento in italiano è di Leo Chiosso, mentre il testo originale è del duo Charden-Thomas e la musica del solo Éric Charden.

## Tracce
Edizioni musicali RCA, Usignolo.
1. È la vita di una donna (Sigla TV di In casa) – 2:26
2. Questa sinfonia (Symphonie) – 2:17

## Staff artistico
- Carmen Villani – vocalizzi[N 1], voce
- Giancarlo Chiaramello – direzione orchestrale

### Fonti
1. 1 2  Solo lato A.
2. 1 2  Le cui a side sono le cover degli originali:
  - il primo, presentato al Festival di Sanremo 1968 da Lara Saint Paul e Louis Armstrong, abbinati l'uno all'altro, e 13º classificato;
  - il secondo, cantato dalle gemelle Kessler e usato come sigla iniziale di Canzonissima 1969.

### Annotazioni
1. ↑  Solo lato B.